# 雅克·馬克西曼
雅克·馬克西曼（法語：Jacques Maximin，法語發音：[ʒak maksimɛ̃]；1948年3月3日—）出生於法國上法蘭西大區加萊海峽省的朗迪弗利耶，是一名法式料理廚師。在廚師的生涯近四十年，是米其林指南星級評鑑廚師、法國最佳工匠獎獲獎人，在普羅旺斯的尼斯工作很長的一段時間，尤其是内格雷斯科酒店。

## 生平
雅克·馬克西曼的廚藝最早啟蒙於他的母親，他在十三歲開始廚房學徒的生涯，四年過後他靠著不斷地跳槽，迅速累積各種風格的烹飪技巧，待過的餐廳如：摩納哥的La Chaumière、廚師阿爾弗雷德·普呂尼耶（法語：Alfred Prunier）的餐廳、普雷卡特朗等，到了1972年的時候，在羅傑·韋爾奇的穆然磨坊工作，兩年後又去昂蒂布的Bonne Auberge。
1976年開始，是他人生重要的經歷，他當時在內格雷斯科酒店的Chantecler餐廳工作，兩年後拿到米其林指南二星評鑑，1979年又獲得法國最佳工匠獎，1982年當時三十四歲的雅克·馬克西曼，獲得戈和米約的年度最佳廚師，並給予四頂廚師高帽。
1988年他離開內格雷斯科酒店的Chantecler餐廳，自己在尼斯創業開設自己的餐廳，一年半後又獲得米其林指南二星評鑑，1992年他將這家店賣給上市公司專業餐飲弗洛集團（法語：Groupe Flo）、1996年在濱海阿爾卑斯省的旺斯再度創業以自己為名的餐廳雅克·馬克西曼，再度榮獲米其林指南二星評鑑。
2007年雅克·馬克西曼接掌法國最佳工匠獎廚師類別主任，2011年已經是六十二歲的年紀，又再度創業開設Bistrot de la Marine餐廳，雖然四個月後再度榮獲米其林指南一星評鑑，但由於始終無法拿到三星評鑑，2016年又將這家餐廳賣掉。
2020年來到七十二歲的年紀，雅克·馬克西曼依舊保有對於烹飪的熱情，於是在艾倫·杜卡斯創辦的École Ducasse廚藝學院，擔任烹飪顧問和駐校廚師，繼續傳承烹飪廚藝。

## 著作
- 1984年 《我廚房的顏色、味道和香水》（法語：Couleurs, Saveurs et Parfums de ma Cuisine）
- 1986年 《廚師的美食》（法語：Toqués de cuisine）
- 1988年 《La Santé Gourmande》（法語：美食健康）
- 1998年 《馬克西曼的蔬菜烹飪》（法語：Maximin cuisine les légumes）
- 2005年 《馬克西曼的餡餅》（法語：Les Tartes de Maximin）
- 2018年 再版《馬克西曼的蔬菜烹飪》（法語：Maximin cuisine les légumes）內容與1998年完全相同，因為雅克·馬克西曼的名氣就變成暢銷書[5]。

## 受獎
雅克·馬克西曼儘管一生受獎無數，但始終無法獲得米其林指南三星評鑑而抱憾
- 米其林指南二星評鑑
- 法國最佳工匠獎
- 藝術與文學勳章
- 國家功績勳章
- 戈和米約年度最佳廚師

## 相關連結
- École Ducasse廚藝學院 （页面存档备份，存于）
- 雅克·馬克西曼官方網站 （页面存档备份，存于）